# 麥克·羅傑斯
麥克·羅傑斯（英語：Mike Rogers；1963年6月2日—）是美国的政治人物，他的黨籍是共和黨。2001年至2015年擔任密歇根州第8選區的美國眾議院議員，往後在CNN工作。